# コハリスゲ
コハリスゲ Carex hakonensis はカヤツリグサ科スゲ属の植物。単独の小穂を持つ小柄なスゲである。

## 特徴
小柄な多年生の草本。根茎は短く、茎や葉は束になって生じる。草丈は花茎の高さが10-20cm程度、全体に柔らかい。根出葉は細く、葉幅は1mm以下程度しかない。浅緑色をしており、縁は多少ざらつく。
花期は6-8月。小穂は花茎の先端に一個だけつく。花茎は鈍い稜があって多少ざらつくか、あるいは滑らかとなっている。小穂の基部に苞はない。小穂は長さが3-5mmしかなく、先端部にはごく短い雄花部がある。雄花鱗片は淡褐色で先端は鈍く尖る。雌花の鱗片は果胞の1/3程度の長さで、褐色をしており、先端は鈍く尖っている。果胞は長さ2-2.5mm、やや扁平でほとんど脈がない。形は長卵形で先端は短い嘴となり、口部は凹んでおり、成熟すると反り返って軸にほぼ垂直に近くなる。また成熟しても膨らまず、内部の果実に密着してこれを包み、膜質で内部の果実が透けて見える。痩果は楕円形～卵形で長さ1.5mm。柱頭は3つに裂ける。なお雄花鱗片や雌花鱗片、果胞は熟するととても落ちやすい。
和名は小針菅の意で、細く針状の植物体の姿に基づく。別名にコケスゲがある。

## 分布と生育環境
日本では北海道から本州の近畿以北、それに四国、九州から知られ、国外では朝鮮に分布がある。その生息域については星野他(2011)はブナ帯からシラビソ帯としており、また勝山(2015)は同様ながら、シラビソ帯が中心であり、ブナ帯に出現することは希、としている。
森林内に生える。特に水湿のある斜面に生える。

## 分類、類似種など
茎の先端に単独の小穂を持ち、果胞が丸くて先端があまり尖らず、成熟すると反り返るスゲはまとめてハリスゲ節 Sect. Rarae とされている。この類には日本で10種ほどが知られるが、やや細長い小穂を持つハリガネスゲ、マツバスゲ、シモツケハリスゲ以外はどれも本種とよく似ている。特にヒカゲハリスゲ C. onoei はよく似ており、花茎の上部がざらつくこと、果胞が膨らまないで痩果に密着していることなどが共通している。違いとしてはこの種の方が葉幅が広く(1-3mm)、また果胞に細かな脈が多い点が挙げられる。